# المشكلة الأخيرة
المشكلة الأخيرة (بالإنجليزية: The Final Problem)‏ واحد من 56 قصة لشرلوك هولمز من تأليف ارثر كونان دويل، نشرت لأول مرة في مجلة الستراند بشكل منفرد في ديسمبر 1893، قبل أن يعاد نشرها مجمعة مع باقي قصص سلسلة مذكرات شرلوك هولمز، ويعتبرها كونان دويل الرابعة في قائمته التي تضم أفضل 12 قصة شرلوك هولمز بالنسبة له.

## ملخص القصة
جاء هولمز لزيارة واطسون، وأخبره أنه في أعقاب مجرم خطير جدا، يدعى موريرتي بروفيسور رياضيات سابق شهير، ويعيش حاليا في لندن، وهو متورط في شتى أنواع الإجرام من تزوير وسرقات وجرائم قتل.يعترف هولمز أن موريرتي يضاهيه ذكاء وفطنة، لكنه يستعمل ذكاءه في سبيل الشر، ويقول أن القبض على موريرتي سيكون أهم إنجاز في حياته المهنية، لكن هذا المجرم يتمتع من الحيلة بقدر سمح له بعدم ترك أي إثبتات تورطه يمكن تقديمها للشرطة أو المحكمة.يخبر هولمز أن موريرتي قد جاء لزيارته، وطلب منه أن يتخلى عن ملاحقته ولا يتدخل في شؤونه مرة أخرى، يرفض هولمز قائلا أنه مستعد للمواجهة.بعد هذا اللقاء، ينجو هولمز من الموت بأعجوبة ثلاث مرات، ويدرك أن موريرتي كان وراء تلك الحوادث المميتة.
يقترح هولمز على واطسون مرافقته إلى القارة، ويضع خطة محكمة حتى لا يستطيع موريرتي تقفي أثره إذ قام بالتنكر في القطار الذي يسافر فيه بزي راهب إيطالي.خلال تواجده بأوروبا يعلم هولمز أن الشرطة ألقى القبض على كامل أفراد عصابة موريرتي باستثنائه هو، ويقتنع أن هدف موريرتي القادم هو التخلص منه انتقاما لما فعله.
يقرر هولمز بعدها الذهاب إلى سويسرا، وخلال إقامته في إحدى الفنادق ببلدة صغيرة تدعى ميرنغين يذهب هو وصديقه لرؤية شلالات ريشنباج، يأتى فتى مسرع من الفندق قائلا أن هناك سيدة إنجليزية، تحتضر وتطلب وجود طبيب إنجليزي يكون بجانبها قبل رحيلها، يتردد واطسون في ترك هولمز وحيدا، لكنه يعود أخيرا إلى الفندق ويعلم أن قصة المرأة الإنجليزية ملفقة، وأن ذلك الفتى على الأرجح هو أحد أفراد عصابة موريرتي.
يعود واطسون مسرعا إلى الشلالات، ويبحث عن هولمز دون جدوى، لكن يجد رسالة تركها له صديقه:
"عزيزي واطسون،
أكتب لك هذه الأسطر بإذن من السيد موريرتي الذي ينتظرني لمناقشة الأمور العالقة بيننا، كان يعطيني لمحة عن الطرق التي سمحت له بالإفلات من الشرطة الإنجليزية وأبقته على اطلاع على أدنى تحركاتنا.وقد أكد لي هذا ظنوني حول قدراته العالية.
ويسرني أني سأنجح في تحرير المجتمع من أي انعكاسات سلبية لوجوده مع أني أخشى أن تكون الكلفة مؤلمة لأصدقائي لا سيما لك أنت عزيزي واطسون.سبق أن شرحت لك أن طريقي المهنية قد بلغت مرحلة حساسة وأنه ما من حل مناسب لي أكثر من هذا الحل.أعترف لك أني كنت واثقا أن الرسالة من ميرنغين مجرد ألعوبة وتركتك تذهب تحسبا لحصول ما حصل.قل للمفتش باترسون أن الأوراق التي يحتاج إليها لاتهام العصابة موجودة في عين المنضدة م. في مغلف أزرق كُتب عليه 'موريرتي'.لقد اتخذت كل التدابير اللازمة الخاصة بملكيتي قبل مغادرة لندن وسلمتها لشقيقي مايكروفت، أنقل تحياتي للسيد واطسون وتفضل يا صديقي العزيز بقبول فائق الاحترام.
شرلوك هولمز".
وذكر واطسون في روايته للقصة أن كل محاولات انتشال الجثتين (جثة هولمز وجثة موريرتي) لم تنجح.

## تعليقات
- كان في هذه القصة أول ظهور لشخصية موريرتي عدو شرلوك هولمز.
- قام كونان دويل «بقتل» شخصية شرلوك هولمز في هذه القصة وكتب في رسالة وجهها لوالدته بخصوص فعلته هذه:«يجب أن أوفر عقلي لأشياء أفضل، حتى لو عنى ذلك أن أدفن محفظة نقودي معه».

لكن كونان دويل أعاد بعث شخصية شرلوك هولمز في قصة المنزل الخالي فيما بعد.
- جرى جزء من أحداث القصة في سويسرا، وقام كونان دويل بنفسه هو وزوجته بجولة في سويسرا عام 1893.[1]

## الاقتباس
- مسرحية «شرلوك هولمز» (1899) مقتبسة من عدة قصص لشرلوك هولمز من بينها قصة المشكلة الأخيرة، وقام بدور هولمز الممثل ويليام جيليت، وبدورها هذه المسرحية تم اقتباسها كفيلم مرتين عام 1916 و 1922.
- فيلم «الكاردينال النائم» (1931) مقتبس بشكل جزئي من قصتي «المنزل الخالي» و «المشكلة الأخيرة».
- تم اقتباس إحدى حلقات المسلسل السوفيتي «مغامرات شرلوك هولمز والدكتور واطسون» من القصة عام 1979 وحملت الحلقة عنوان «المعركة القاتلة».
- تم اقتباس إحدى حلقات المسلسل البريطاني «شرلوك هولمز» من القصة عام 1984 وقام بدور هولمز الممثل جيرمي برات.
- تم اقتباس إحدى حلقات المسلسل الكرتوني «شرلوك هولمز في القرن ال22» من القصة عام 1999.
- تم اقتباس فيلم «شرلوك هولمز:لعبة ظلال» بشكل جزئي من القصة عام 2011.
- حملت الحلقة الثالثة من الموسم الثاني لمسلسل «شرلوك» عنوان «شلال ريشباخ» وقد استلهمت بعض أحداث الحلقة من القصة.

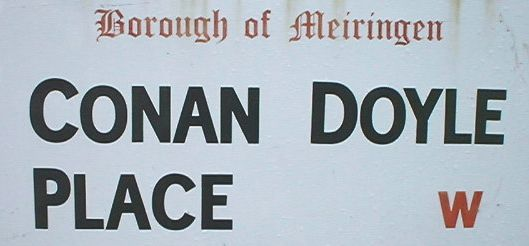
لافتة على الطراز اللندني خارج متحف شرلوك هولمز.

## بلدة ميرينغين وتذكار شرلوك هولمز

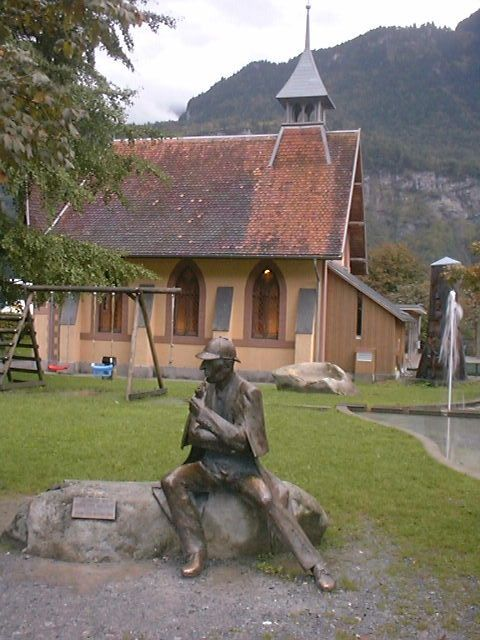
تمثال شرلوك هولمز في بلدة ميريغين.

بقي سكان بلدة ميرنغين السويسرية ممتنين لكل من كونان دويل وشخصيته المبتكرة شرلوك هولمز على جعل العالم يسمع عن بلدتهم وعن شلالاتها ما ساهم في إزهار السياحة بها.وقد تم تخصيص متحف لهولمز يقع في ساحة سميت بساحة كونان دويل.

## الترجمة العربية
- المشكلة الأخيرة، دار الأجيال للترجمة والنشر.
- المشكلة الأخيرة، (مغامرات شارلوك هولمز)، دار البحار.

## روابط خارجية
- المشكلة الأخيرة على موقع الموسوعة البريطانية (الإنجليزية)

- نص القصة كاملا على ويكي مصدر (باللغة الإنجليزية).
- القصة مجانا مرفقة بالرسومات الأصلية (باللغة الفرنسية).